# Philates zschokkei
Espèce
Philates zschokkei est une espèce d'araignées aranéomorphes de la famille des Salticidae.

## Distribution
Cette espèce est endémique de Lombok en Indonésie,.

## Description
Le mâle holotype mesure 3,6 mm et la femelle paratype 3,8 mm.

## Étymologie
Cette espèce est nommée en l'honneur de Samuel Zschokke.

## Publication originale
- Benjamin, 2004 : Taxonomic revision and phylogenetic hypothesis for the jumping spider subfamily Ballinae (Araneae, Salticidae). Zoological Journal of the Linnean Society, vol. 142, no 1, p. 1-82.